# Tipula (Odonatisca) nodicornis
Tipula (Odonatisca) nodicornis is een tweevleugelige uit de familie langpootmuggen (Tipulidae). De soort komt voor in het Palearctisch gebied.